# Andrés Laguna
Andrés Fernández Velázquez Laguna, que firmaba Andrés Laguna y es conocido como el Doctor Laguna (Segovia, c. 1510-Guadalajara, 1559) fue un médico humanista español, especialmente dedicado a la farmacología y a la botánica médica.

## Biografía
Según Diego de Colmenares y otros historiadores, fue hijo de Diego Fernández Laguna, un médico judeoconverso, y de Catalina Velázquez. Estudió dos años de artes en Salamanca y se trasladó en 1530 a París, donde se graduó en artes y estudió Medicina. Se formó también en lenguas clásicas con helenistas y latinistas de prestigio para poder leer en lengua original a Dioscórides.
Recibió el influjo del erasmismo. Regresó a España en 1536 e impartió clases en las Universidades de Alcalá y Toledo, y el Emperador Carlos V le nombró su médico personal. Después viajó a Inglaterra, viviendo algunos años en los Países Bajos y haciendo Herbarios de todos los lugares a donde iba para comprobar las prescripciones de Dioscórides. 
Entre 1540 y 1545, residió en Metz, contratado como médico por la ciudad, y desde 1545 a 1554 permaneció en Italia, donde la Universidad de Bolonia le nombró doctor y le honraron los papas Paulo III y Julio III, llegando a ser médico de este último pontífice. Estuvo hospedado en Venecia en casa del embajador español Diego Hurtado de Mendoza, humanista excelente y propietario de una nutrida biblioteca. Regresó a España a finales de 1557, tras otra estancia de tres años en los Países Bajos. Fue médico de Carlos I y de Felipe II. Logró de este último que creara el Jardín botánico de Aranjuez. 
Falleció en Guadalajara el 28 de diciembre de 1559. Está enterrado en la capilla de Santa Bárbara de la iglesia de San Miguel, en Segovia.
Hay un árbol, la lagunaria, vulgarmente "pica-pica", bautizado así en su honor.

## Labor

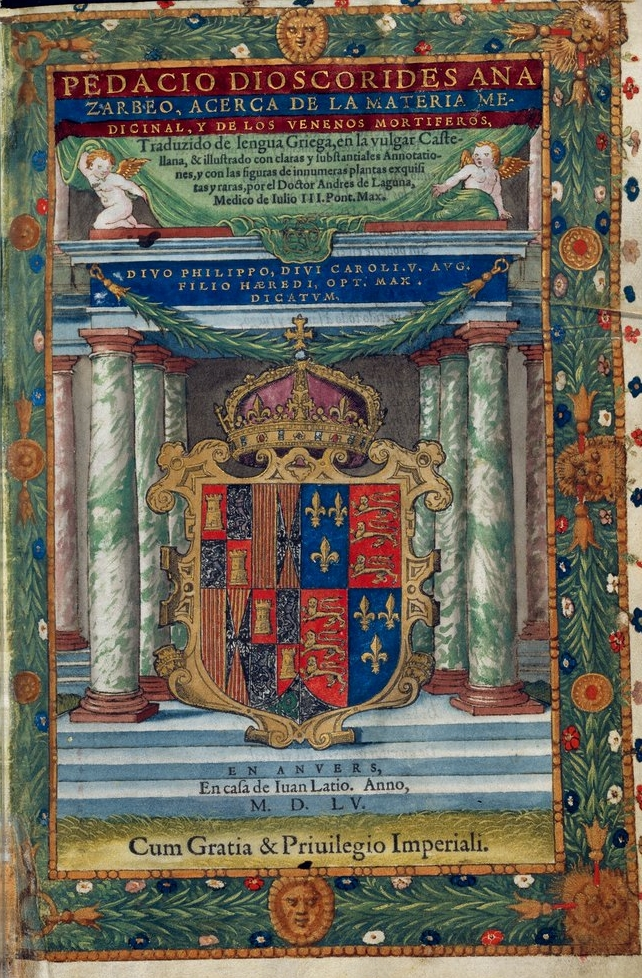
Pedacio Dioscorides anazarbeo, Acerca de la materia medicinal y de los venenos mortiferos traduzido de lengua griega en la vulgar castellana & illustrado con claras y substantiales annotationes, y con las figuras de innumeras plantas exquisitas y raras por Andrés de Laguna, En Amberes, en casa de Juan Latio, 1555. Ejemplar impreso en vitela e iluminado a mano para regalarselo a Felipe II. Biblioteca Nacional de España.

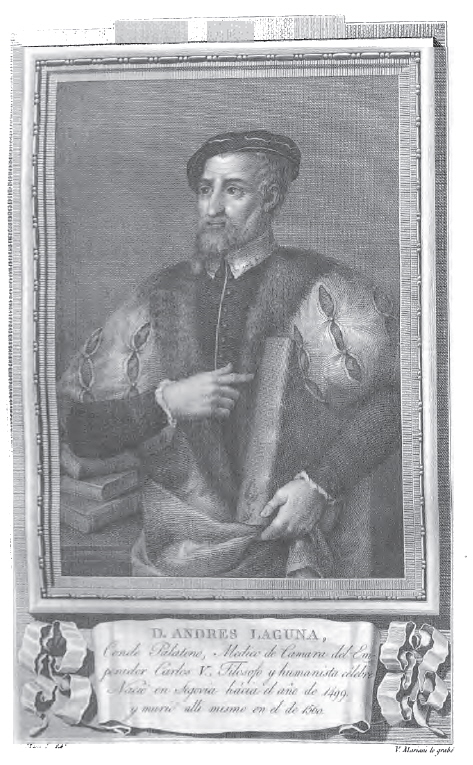
D. ANDRÉS LAGUNA.
Conde Palatino, médico de Cámara del Emperador Carlos V, filósofo y humanista. Grabado de Vicente Mariani por dibujo de José Maea. Retratos de Españoles Ilustres, 1791.

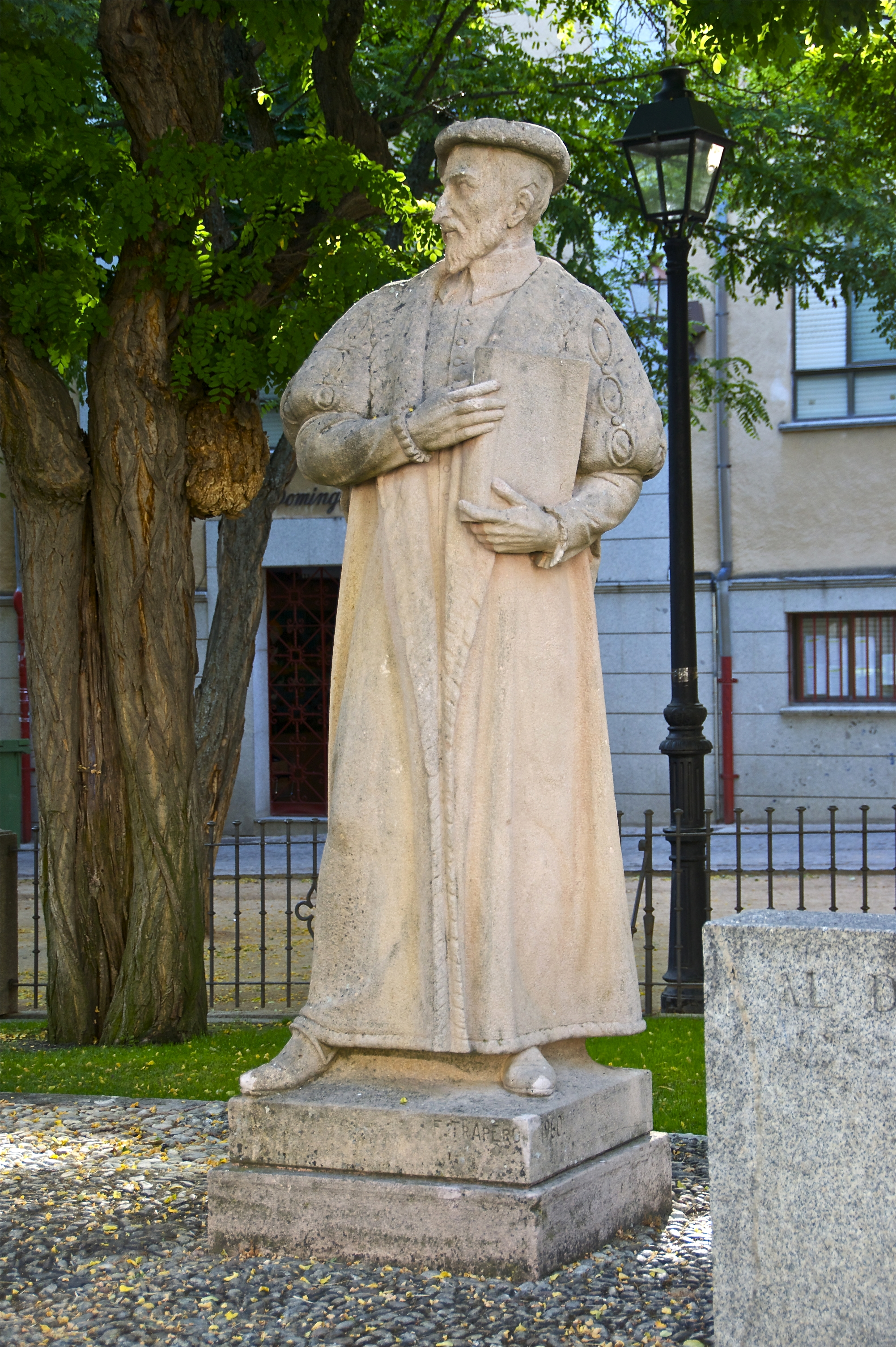
Estatua de Andrés Laguna en Segovia, por Florentino Trapero.

Laguna trató temas literarios, históricos, filosóficos, políticos (Europa heautentimorumene es decir, que míseramente a sí misma se atormenta y lamenta su propia desgracia) y médicos, como un típico homo universalis del Renacimiento. Fue la más célebre de sus obras su traducción castellana, con interesantes comentarios y adiciones que doblan el texto original, de la Materia médica de Dioscórides. Su primera fuente fue la edición traducida al latín por Jean de la Ruelle e impresa en Alcalá de Henares en 1518 bajo supervisión de Antonio de Nebrija, pero también las clases del propio Ruelle, al que conoció durante su estancia en París entre 1530 y 1536. La obra salió con el título de Annotationes in Dioscoridem Anazarbeum (Lyon, 1554). En ella señala además los errores cometidos por Ruelle y que notó al cotejar su traducción latina con varios códices griegos. Terminó estas anotaciones en Roma (1553) y un año más tarde, en una de sus visitas a Venecia, se hicieron las xilografías de la edición en el mismo lugar donde se realizaron las de las ediciones de P. Andrea Mattioli, principal difusor de Dioscórides en Europa, quien realizó una traducción al latín y otra al italiano -1544-, que fue reimpresa diecisiete veces. Laguna comprobó en persona todas las prescripciones de Dioscórides y añadió sus propias observaciones, opiniones y experiencias como botánico y farmacólogo que había experimentado con hierbas recogidas en numerosas zonas de Europa y las costas mediterráneas. Su traducción es clara y precisa, y los comentarios constituyen una fuente de primer orden, tanto para la botánica médica de la época, como para otras actividades científicas y técnicas. El texto se reimprimió en Amberes en 1555 y se reeditó veintidós veces hasta finales del siglo XVIII. Fue mucho más influyente que otras ediciones de Galeno o Teofrasto en el Renacimiento europeo, ya que las prescripciones de Dioscórides tenían un carácter más práctico. 
Laguna seguía considerando vigente la teoría de los cuatro humores, pero se mostró escéptico respecto a la alquimia, rechazando cualquier afirmación que no tuviera confirmación empírica. Pese a ello, incluyó información a veces no de primera mano sobre productos americanos, como el antisifilítico guayaco, a veces de forma muy confusa. En ese sentido no es fuente directa como sí lo es la obra de un Gonzalo Fernández de Oviedo.

### El experimento sobre la brujería
En Metz el doctor Laguna llevó a cabo una experiencia hacia 1545 para demostrar que la acusación de brujería a una pareja de ancianos encarcelados por haber causado una grave enfermedad al duque de Lorena, del que Laguna era su médico, no tenía fundamento. Cogió el ungüento de color verde y fuerte olor que se descubrió en el lugar donde vivían los dos supuestos brujos y se lo aplicó a una paciente suya que padecía de insomnio. Entonces la mujer cayó en un profundo sopor durante el cual soñó cosas disparatadas, lo que convenció al doctor Laguna de que lo que decían los brujos y brujas era producto de alucinaciones. Sin embargo, su "experimento" no logró convencer a los jueces, y la supuesta bruja fue quemada y el marido murió poco después en circunstancias misteriosas. Al poco tiempo murió el duque y Laguna se marchó de Metz.

## Obras

Epitomes omnium Galeni Pergameni operum, 1553

Hizo numerosas traducciones y comentarios, como Las cuatro elegantísimas y gravísimas oraciones de Cicerón contra Catilina, el Pedazio Dioscórides Anazarbeo, Amberes, 1555, cuyos comentarios duplican la extensión del original y se considera su obra científica más importante; los Diálogos de Luciano de Samosata; De Mundo y De las Virtudes de Aristóteles; Historia Filosófica de Galeno.
Obras originales son Discurso breve sobre la cura y preservación de la peste, donde afirma que "no hay instrumento más apto que el médico para introducir la pestilencia por todas partes" y propone la formación de un cuerpo de médicos especializado en esta enfermedad. Andrés Laguna había tratado a enfermos de peste en el Ducado de Lorena con una infusión realizada a base de camaleón blanco, aunque también recomendó el camaleón negro. Recomienda asimismo la aplicación de suero de leche en ayunas, agua con sal y vinagre y prohíbe los baños calientes; siguió practicando la incisión así como el uso de gemas y piedras preciosas; el Método de Anatomía, Sobre la vida de Galeno, Tratado de pesos y medidas medicinales; Abecedario de los Dogmas o sentencias de Galeno sobre Hipócrates; Europa heautentimorumene es decir, que míseramente a sí misma se atormenta y lamenta su propia desgracia discurso publicado en 1543, a los pocos días de su lectura en la Facultad de Artes de Colonia, en la imprenta de Johann von Aachen (Colonia). El autor se olvidó de esta famosa oratio y no la volvió a reeditar, pero en ella se adelanta a pensadores como Montaigne, Descartes, Montesquieu y Voltaire en fraguar la idea moderna de civilización europea opuesta a la barbarie: neutralidad religiosa, secularización del orden y de la acción pública, principios idénticos de moral social y personal etc. Es un discurso pacifista al modo de la Querela pacis de Erasmo de Róterdam. Marcel Bataillon le cree autor del Viaje de Turquía (1557), obra atribuida también a Cristóbal de Villalón, Francisco Delicado, o  Juan de Ulloa Pereira, y que es un diálogo entre tres personajes: Juan de Voto a Dios, Mátalascallando y Pedro de Urdemalas, que cuenta las costumbres de los turcos en época de Solimán el Magnífico, y le sirve al autor para criticar las costumbres contemporáneas al modo erasmista. Publicó más de treinta obras.

## Instituto
El doctor Laguna da nombre a un instituto de Segovia llamado Andrés Laguna en honor al doctor. Este se llama oficialmente así desde el año 1963.

## Otros
Dada por un académico iberoamericano de prestigio internacional, cada año también se celebra en la Universidad de Alcalá de Henares la “Lección Magistral Andrés Laguna”.